# Deutsche Gesellschaft für Neurologie
Die Deutsche Gesellschaft für Neurologie e. V. (DGN) ist eine gemeinnützige medizinisch-wissenschaftliche Fachgesellschaft. Sie ist Mitglied der Arbeitsgemeinschaft der Wissenschaftlichen Medizinischen Fachgesellschaften. Ihr formuliertes Ziel ist es, die neurologische Krankenversorgung in Deutschland zu verbessern. Zu diesem Zweck fördert sie medizinische und interdisziplinäre Belange des Fachgebietes Neurologie. Dazu gehören Forschung, Lehre, ärztliche Weiter- und Fortbildung sowie Öffentlichkeitsarbeit. Die DGN ist Dachgesellschaft verschiedener Schwerpunktgesellschaften, Sitz der Geschäftsstelle ist Berlin.

## Tätigkeit
Die DGN fördert Wissenschaft sowie Lehre, Fort- und Weiterbildung in der Neurologie. Mit dieser Zielsetzung werden etwa Leitlinien zu neurologischen Erkrankungen erstellt. Neben dem seit 1952 jährlich stattfindenden DGN-Kongress werden andere Weiterbildungs- und Informationsveranstaltungen durchgeführt. Die Gesellschaft lobt Wissenschaftspreise aus und vertritt die Interessen der neurologisch tätigen Ärzte in Deutschland. Die DGNeurologie sowie Der Nervenarzt (1928 vom Springer-Verlag gegründet) sind Publikationsorgane der DGN. Seit 2018 gibt die Fachgesellschaft mit Neurological Research and Practice (NRP) zudem eine eigene englischsprachige Online-Zeitschrift heraus.
Um die öffentliche Wahrnehmung neurologischer Erkrankungen zu stärken, gründete die DGN 2019 die Deutsche Hirnstiftung. Ihre vorrangige Aufgabe soll es sein, für die Allgemeinheit verständliche Informationen über neurologische Erkrankungen zur Verfügung zu stellen.

## Organisationsstruktur
Zentrale Organe der DGN sind die Mitgliederversammlung, der Vorstand und der Beirat, an dem sich auch Mitglieder verwandter Gesellschaften, wie der Berufsverband Deutscher Neurologen (BDN), beteiligen. Die Facharbeit mit administrativen und klinischen Aufgaben findet in Kommissionen statt, daneben vertreten die Delegierten die DGN-Interessen in anderen Gesellschaften.
Die Deutsche Gesellschaft für Klinische Neurophysiologie und Funktionelle Bildgebung (DGKN) ist Partnergesellschaft der DGN.
Schwerpunktgesellschaften der DGN sind „Gesellschaften, die eine häufige neurologische Krankheitsentität oder einen großen Funktionsbereich innerhalb der Neurologie abbilden und eine große wissenschaftliche oder gesundheitspolitische Bedeutung haben.“ Jede sendet jeweils einen Vertreter in den Beirat der DGN. Folgende spezialisierte Schwerpunktgesellschaften arbeiten mit der DGN zusammen:
- Deutsche Gesellschaft für Epileptologie (DGfE)
- Deutsche Gesellschaft für Neurointensiv- und Notfallmedizin (DGNI)
- Deutsche Gesellschaft für Neurorehabilitation (DGNR)
- Deutsche Migräne- und Kopfschmerz-Gesellschaft (DMKG)
- Deutsche Gesellschaft für Parkinson und Bewegungsstörungen e. V. (DPG)
- Ärztlicher Beirat der Deutschen Multiple Sklerose Gesellschaft (DMSG)
- Deutsche Schlaganfall-Gesellschaft (DSG)

Assoziierte Gesellschaften der DGN sind Gesellschaften, die kleinere Teilgebiete und Aufgaben innerhalb des Fachgebietes Neurologie vertreten und enge Beziehungen zur DGN pflegen. Zu ihnen gehören:
- Deutsche Gesellschaft für Liquordiagnostik und Klinische Neurochemie (DGLN)
- Deutsche Gesellschaft für Neurotraumatologie und Klinische Neurorehabilitation (DGNKN)
- Arbeitsgemeinschaft Autonomes Nervensystem (AAN)
- Deutsche Gesellschaft für Neurowissenschaftliche Begutachtung (DGNB)
- Deutsche Gesellschaft für Neuro-Aids und Neuro-Infektiologie (DGNANI)
- Gesellschaft für Aphasieforschung und -behandlung (GAB)
- Arbeitsgemeinschaft Tiefe Hirnstimulation (AG THS)
- Arbeitskreis Botulinumtoxin (AkBoNT)

Die DGN ist Mitglied der Arbeitsgemeinschaft der Wissenschaftlichen Medizinischen Fachgesellschaften.

## Wissenschaftspreise
Die DGN verleiht folgende Preise und Auszeichnungen:
- DGN-Ehrenpreis für das Lebenswerk
- DGN-Preis für besondere Verdienste um die deutsche Neurologie
- Wissenschaftspreis der DGN
- Robert-Wartenberg-Preis
- Lebenswerk-Preis der neurologischen Chefärztinnen und Chefärzte
- Deutscher Medienpreis Neurologie
- Pflegepreis der DGN
- Ehrenvorsitzende
- Ehrenmitgliedschaft

Von 1961 bis 2012 verlieh die DGN die Max-Nonne-Gedenkmünze an sechzehn Neurologen.
Preise und Auszeichnungen der DGN in Kooperation mit weiteren Organisationen
- Schlaganfall-Preis der DGN und DSG
- Neurointensiv-Preis der DGN und DGNI
- Rehabilitationspreis der DGN und DGNR
- Parkinson-Fellowship der Thiemann-Stiftung
- Multiple-Sklerose-Preis der Eva und Helmer-Christoph Lehmann Stiftung
- Parkinson-Preis der Dr. Friedrich-Wilhelm und Dr. Isolde Dingebauer-Stiftung
- Forschungspreis der Felgenhauer-Stiftung zur Förderung junger Neurowissenschaftler

## Geschichte
Nach der Forderung von Wilhelm Erb, ein Organ zur Förderung neurologischer Interessen zu schaffen, gründete Hermann Oppenheim 1906 die Gesellschaft Deutscher Nervenärzte. Auf der konstituierenden Versammlung 1907 in Dresden wurde Erb zum ersten Präsidenten gewählt. 1935 wurde die Gesellschaft durch die nationalsozialistische Regierung aufgelöst und in die neu gegründete Gesellschaft Deutscher Neurologen und Psychiater zwangseingegliedert (siehe Gleichschaltung).
1950 erfolgte die Neugründung durch Heinrich Pette unter dem heutigen Namen. Der erste Kongress fand unter dem Vorsitz Pettes 1952 in Hamburg statt. Die Gründung wurde von damaligen Protagonisten als „Neuanfang“ bezeichnet und in die Traditionslinie der Gesellschaft Deutscher Nervenärzte gerückt. Von den sieben Gründungsmitgliedern waren sechs in der Zeit des Nationalsozialismus Mitglied der NSDAP gewesen. Heinrich Pette war als Gutachter an „Erbgesundheitsverfahren“ im Sinne des Gesetzes zur Verhinderung erbkranken Nachwuchses beteiligt. Ferner ist von seiner Mitwisserschaft an Verbrechen im Rahmen der Aktion T4 auszugehen. Auch der Nachfolger Pettes als Vorsitzender, Werner Villinger, war als T4-Gutachter in die Aktion T4 verstrickt. Dessen Nachfolger Georg Schaltenbrand hatte in dieser Zeit Versuche an sogenannten geistig Behinderten durchgeführt. Gustav Döring war ebenso NSDAP-Mitglied gewesen wie Klaus-Joachim Zülch, der 1947 wegen seiner SA-Vergangenheit in Hamburg vorübergehend entlassen worden war und ein langwieriges Entnazifizierungsverfahren durchlief. Eberhard Bay wurde mindestens einmal als Gutachter zu einem Erbgesundheitsgerichtsprozess hinzugezogen.
Infolge der Ergebnisse einer von der DGN initiierten medizinhistorischen Untersuchung zur NS-Zeit durch Axel Karenberg et al., wurden mittlerweile alle namentlich betroffenen wissenschaftlichen Auszeichnungen umbenannt.
Seit 2005 verfügt die DGN neben dem Vorstand und dem Beirat über einen Geschäftsführer, seit 2018 gibt es einen Generalsekretär. 2008 entstand die zentrale Geschäftsstelle der DGN in Berlin. Geschäftsführer ist seit 1. Januar 2022 David Friedrich-Schmidt. Peter Berlit ist seit 2018 erster Generalsekretär der DGN. Präsident des Vereins ist seit dem 1. Januar 2022 Lars Timmermann.

### Liste der Vorsitzenden von Vorgängerorganisationen (bis 1950)
| Amtsperiode           | Vorsitzender                     | Name der Vorgängerorganisation                                                                                   |
| --------------------- | -------------------------------- | --- |
| 1907–1911             | Wilhelm Heinrich Erb, Heidelberg | Gesellschaft Deutscher Nervenärzte                                                                               |
| 1912–1917             | Hermann Oppenheim, Berlin        | Gesellschaft Deutscher Nervenärzte                                                                               |
| 1918–1924             | Max Nonne, Hamburg               | Gesellschaft Deutscher Nervenärzte                                                                               |
| 1925–1932             | Otfried Foerster, Breslau        | Gesellschaft Deutscher Nervenärzte                                                                               |
| 1933–1935             | Oswald Bumke, München            | Gesellschaft Deutscher Nervenärzte                                                                               |
| 1935–1952 (bzw. 1955) | Heinrich Pette, Hamburg          | Gesellschaft Deutscher Neurologen und Psychiater (1935–1955) 1950–1952 auch Deutsche Gesellschaft für Neurologie |

### Liste der bisherigen Vorsitzenden/Präsidenten (seit 1950)
| Amtsperiode | Vorsitzender                       |
| ----------- | ---------------------------------- |
| 1950–1952   | Heinrich Pette, Hamburg            |
| 1951–1953   | Werner Villinger, Marburg          |
| 1953–1954   | Georg Schaltenbrand, Würzburg      |
| 1955–1956   | Paul Vogel, Heidelberg             |
| 1957–1958   | Gustav Döring, Hamburg             |
| 1959–1960   | Fritz Lüthy, Zürich                |
| 1961–1962   | Klaus-Joachim Zülch, Köln          |
| 1963–1964   | Eberhard Bay, Düsseldorf           |
| 1965–1966   | Heinrich Kalm, Dortmund            |
| 1967–1968   | Johannes Hirschmann, Tübingen      |
| 1969–1970   | Richard Jung, Freiburg             |
| 1971–1972   | Helmut Bauer, Göttingen            |
| 1973–1974   | Friedrich Erbslöh, Gießen          |
| 1975–1976   | Robert Charles Behrend, Hamburg    |
| 1977–1978   | Hans Schliack, Berlin/Hannover     |
| 1979–1980   | Hans Georg Mertens, Würzburg       |
| 1981–1982   | Dieter Seitz, Hamburg              |
| 1983–1984   | Heinz Gänshirt, Heidelberg         |
| 1985–1986   | Klaus Poeck, Aachen                |
| 1987–1988   | Peter Alexander Fischer, Frankfurt |
| 1989–1990   | Wolfgang Firnhaber, Darmstadt      |
| 1991–1992   | Klaus Schimrigk, Homburg/Saar      |
| 1993–1994   | Felix Jerusalem, Bonn              |
| 1995–1996   | Klaus Felgenhauer, Göttingen       |
| 1997–1998   | Thomas Brandt, München             |
| 1999–2000   | Johannes Dichgans, Tübingen        |
| 2001–2002   | Werner Hacke, Heidelberg           |
| 2003–2004   | Hans-Christoph Diener, Essen       |
| 2005–2006   | Johannes Noth, Aachen              |
| 2007–2008   | Günther Deuschl, Kiel              |
| 2009–2010   | Heinz Reichmann, Dresden           |
| 2011–2012   | Wolfgang H. Oertel, Marburg        |
| 2013–2014   | Martin Grond, Siegen               |
| 2015–2016   | Ralf Gold, Bochum                  |
| 2017–2018   | Gereon R. Fink, Köln               |
| 2019–2020   | Christine Klein, Lübeck            |
| 2021–2022   | Christian Gerloff, Hamburg         |
| 2023–2024   | Lars Timmermann, Marburg           |
| 2025–2026   | Daniela Berg, Kiel                 |

## Junge Neurologie
Die Junge Neurologie, vormals Jungen Neurologen, (JuNos) sind die Nachwuchsorganisation der DGN. Sie richtet sich an Medizinstudierende, Assistenz- und Fachärzte und -ärztinnen, die in der Neurologie tätig sind. Ziel der Jungen Neurologie ist es, Studierende für das Fach Neurologie zu gewinnen, Netzwerke zu schaffen, Bedürfnisse zu identifizieren und Nachwuchskräfte in ihrer Weiterbildung zu unterstützen.